# Aurora (Carolina del Nord)
Aurora è un centro abitato (town) degli Stati Uniti d'America della contea di Beaufort nello Stato della Carolina del Nord. La popolazione era di 520 persone al censimento del 2010.

## Geografia fisica
Aurora è situata a 35°18′05″N 76°47′22″W (35.301476, -76.789461).
Secondo lo United States Census Bureau, ha un'area totale di 1,0 miglia quadrate (2,7 km²).

## Società

### Evoluzione demografica
Secondo il censimento del 2000, c'erano 583 persone.

### Etnie e minoranze straniere
Secondo il censimento del 2000, la composizione etnica della città era formata dal 51,29% di bianchi, il 47,51% di afroamericani, lo 0,34% di altre razze, e lo 0,86% di due o più etnie. Ispanici o latinos di qualunque razza erano l'1,37% della popolazione.